# Daishi Hiramatsu
Daishi Hiramatsu (Tochigi, 3 juli 1983) is een Japans voetballer.

## Clubcarrière
Hiramatsu speelde tussen 2006 en 2008 voor Mito HollyHock. Hij tekende in 2009 bij FC Tokyo.